# Máscara de proteção
Uma máscara de proteção é utilizada como um equipamento a mais para se prevenir de possíveis contágios ou doenças. A palavra máscara veio do italiano "maschera" que significa (a cavado do francês), mas sua origem não é certa; no entanto esse termo não era utilizado como algo preventivo, mas sim como acessório para atores nos teatros da antiguidade.

## História
Os primeiros registros de uso de máscara são da época pré-histórica usada em uma região da Europa, provavelmente como símbolo a uma espécie de ritual. Ao longo dos anos as máscaras foram usadas com cunho religioso e teatral, acredita-se que só fora aplicada no ramo da proteção quando usada em armaduras medievais para auxílio do combatente. Já na esfera da saúde, foi implementada no século XVII contra a peste negra ou bubônica, em formato de bico de pássaro.
Atualmente em 2020, o mundo aumentou substancialmente a produção de venda de máscaras para proteção respiratória devido a pandemia causada pelo COVID-19. No Brasil o uso de máscaras vai além de uma questão de amparo, mas sim de uma questão financeira visto que o país tinha 13,5 milhões de pessoas na pobreza extrema em 2018 segundo o Instituto Brasileiro de Geografia e Estatística (IBGE). Diante disso, uma alternativa para as máscaras sintéticas foram as máscaras de tecido que seguia um padrão divulgado pela OMS e como confeccionar em casa.

## Tipos
Primordialmente existem dois tipos gerais de máscara: as cirúrgicas e a com filtro (que tem três subdivisões). As cirúrgicas têm esse nome pois são utilizadas nos centros cirúrgicos e são as menos indicadas conta o COVID-19, já que não impede a transmissão viral. Já as com filtro (tem três níveis) são as mais eficazes, os níveis são:
- PRIMEIRO NÍVEL: FFP1 ou P1, é a menos eficiente do grupo, protege apenas de partículas inertes.

- SEGUNDO NÍVEL: FFP2 ou P2, é relativa pois protege apenas 92% e a OMS indica usar uma 95% sem válvula (mas ainda é recomendada).

- TERCEIRO NÍVEL: FFP3, permite apenas a entrada de menos de 2% das partículas circulantes.